# Agrippa Postumus

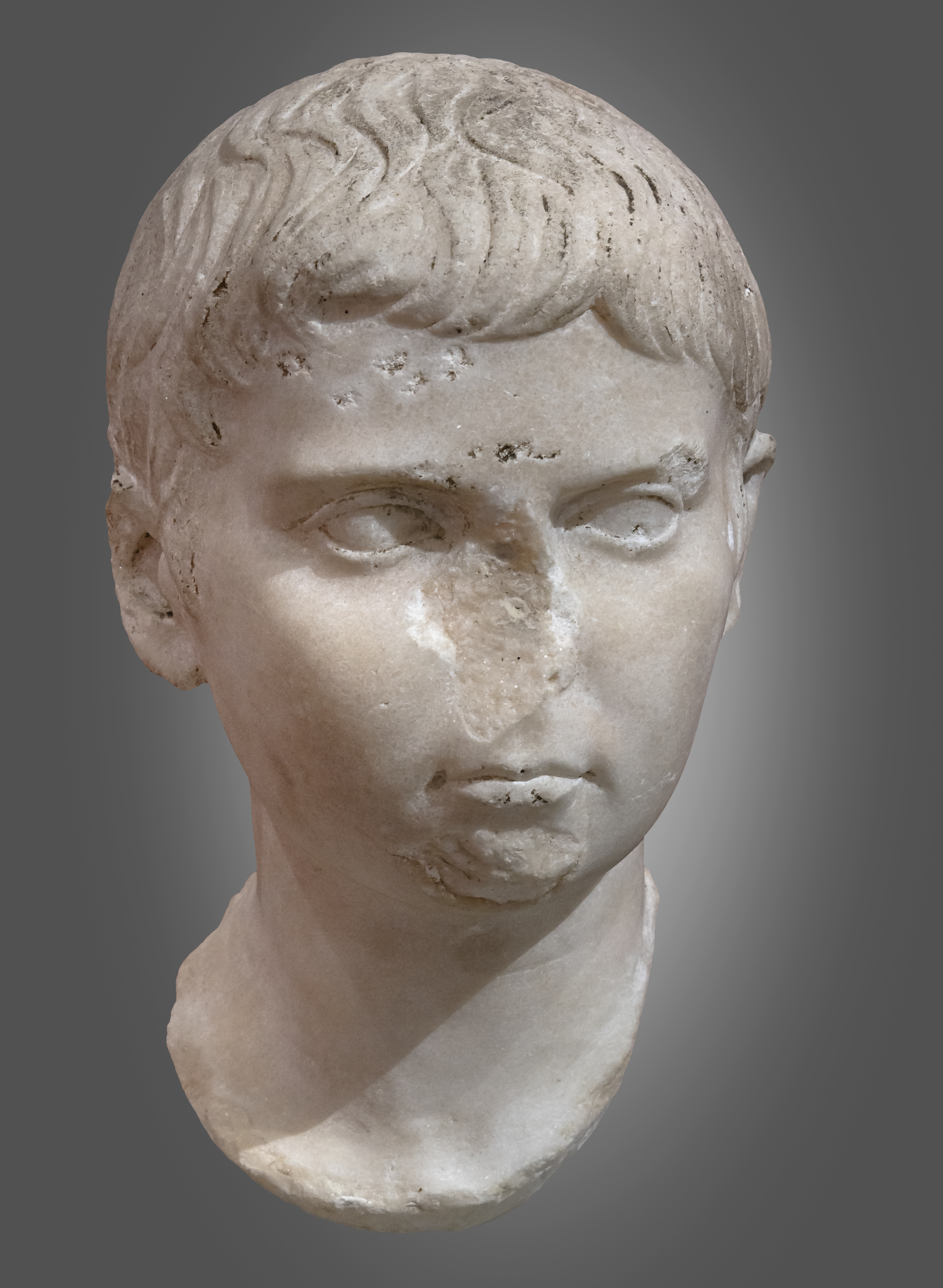
Büste des Agrippa Postumus, Musée Saint-Raymond

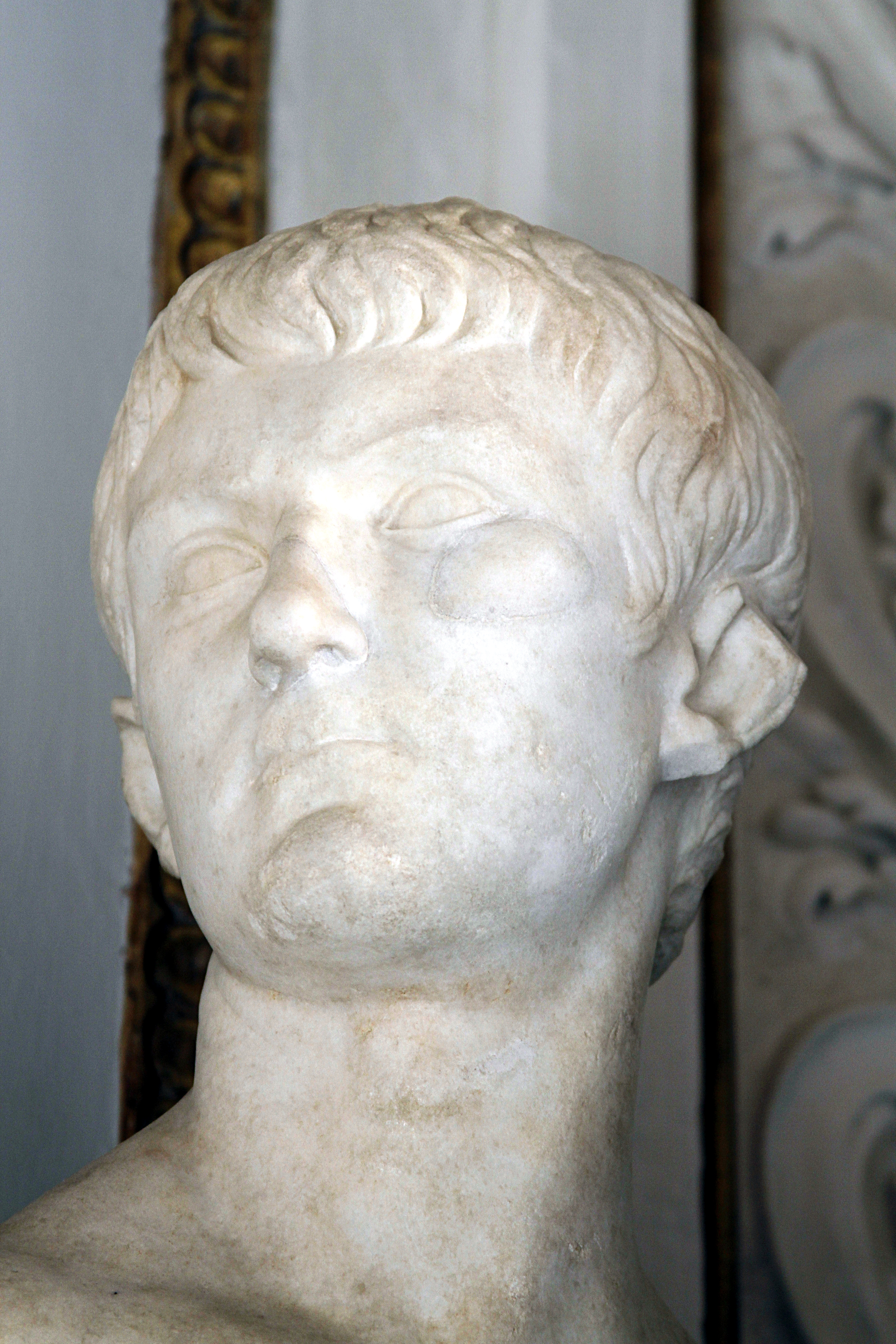
Büste des Agrippa Postumus – Kapitolinische Museen

Marcus Vipsanius Agrippa Postumus (* 12 v. Chr.; † 14 n. Chr.) war der jüngste Sohn des Marcus Vipsanius Agrippa und der Iulia, der Tochter des Augustus.

## Leben
Agrippa wurde erst nach dem Tod seines Vaters geboren, daher der Name „Postumus“. Nach dem Tod seiner älteren Brüder Gaius Caesar und Lucius Caesar wurde er 4 n. Chr. von seinem Großvater Kaiser Augustus zusammen mit dessen Stiefsohn Tiberius unter dem Namen Agrippa Iulius Caesar adoptiert und damit zum möglichen Thronerben. Angeblich aufgrund seines Lebenswandels – Genaueres ist nicht überliefert – wurde er jedoch schon zwei Jahre später enterbt und genau wie seine Mutter vor ihm und seine Schwester Iulia verbannt, zunächst nach Sorrent und im Jahr 7 auf die Insel Planasia.
Unmittelbar nach dem Tod des Augustus wurde er von einem Offizier getötet, damit Tiberius’ Anspruch auf den Thron nicht in Frage gestellt werden konnte. Tacitus erwähnt dies als „erstes Verbrechen der neuen Regierung“. Bereits in der Antike war umstritten, ob der Befehl noch von Augustus oder bereits von Tiberius gegeben worden war.
Der Sklave Clemens, der sich danach für Agrippa ausgab und in Italien eine beachtliche Schar an Anhängern um sich sammelte, wurde auf Befehl des Tiberius im Jahr 16 in Rom getötet.